# George Lynch
George Lynch (Spokane, 1954. szeptember 28. –) amerikai gitáros, dalszerző aki a Dokken zenekar élén vált világhírűvé. A 80-as évek egyik legnagyobb hatású gitáros egyénisége.

## Pályafutás
Jimi Hendrix és Eric Clapton hatására kezdett el gitározni, de nagy hatást gyakoroltak rá a 60-as, 70-es évekbeli klasszikus rockbandák is. A 70-es évek végétől aktív zenész, de karrierje 1980-tól indult be igazán. Ekkor ugyanis nagy esélye volt rá, hogy Ozzy Osbourne újonnan alakult zenekarába kerüljön, de Randy Rhoads kapta meg a posztot. Lynch nem hagyta annyiban Randy halála után megint bejelentkezett, de ezúttal Jake E. Lee halászta el előle a lehetőséget. A Dokken-beli tevékenysége révén vált a korszak egyik legnagyobb hatású gitárosává.
A Back for the Attack lemezen hallható Mr.Scary dal hallatán vált a gitármagazinok állandó szereplőjévé. A Dokken feloszlása után hozta létre a Lynch Mob zenekart amelynek első két albumán a szintén ex-Dokken tag Wild Mick Brown dobolt. Egybehangzó szakmai és hallgatói vélemények alapján a debütáló 1990-es Wicked Sensation lemezt szokták a legerősebbnek tartani. George szólóban is kipróbálta magát (Sacred Groove-1993), az album nem instrumentális dalaiban neves vendégzenészek énekelnek (Glen Hughes, Ray Gillen, a Nelson-testvérek). Zeneileg igen termékeny, hol saját neve alatt, hol Jeff Pilsonnal készít lemezeket, de 2008-ban már Souls Of We név alatt is adott ki lemezt. 2009-ben pedig elkészült a Lynch Mob visszatérő lemeze is (Smoke and Mirrors).
Az ESP gitárcégnél 1986 óta folyamatosan jelennek meg a George Lynch modellek. Ezek legújabbika a Super V., amelynél George szakított a hagyományokkal: juharfa helyett mahagóni a test, a Floyd Rose rendszert pedig fix húrlábbal váltotta fel. Ezenkívül akusztikus gitárok és a Mr.Scary effektpedálok is George Lynch neve alatt válnak hozzáférhetővé. George Lynch Guitar Dojo néven saját online gitáriskolát nyitott. A weboldalnak több mint 400 regisztrált hallgatója van. 2008 végén együtt turnézott Paul Gilberttel és Richie Kotzen-nel, de Európában továbbra is csak hangszerkiállításokon és gitárbemutatókon lehetett vele találkozni.

## Stílusa
Első oktatófilmje 1989-ben jelent meg Guitar Bible címen, amelyen nemcsak Purple Sunburst Tiger gitárját elemzi ki, hanem technikáját is megosztja az érdeklődőkkel: bemelegítő gyakorlatok a lefogókéz ujjközeinek a nyújtására, pengetéstechnikák (sweep, alternate, fan), tapping manőverek, szokatlan tremolókarhasználat, üveghangok segítségével keltett speciális hanghatások (pinch, natural, tap harmonics), arpeggio, különféle vibratók (köztük a híres hegedűszerű "Jackass" becenevű), legato futamok. 1990-ben jelent meg a folytatás Alfred Artist Series címmel, melyet a Scary Licks követett. Utóbbiban a trükkjeit vesézi ki az arra fogékony érdeklődők számára. A Wicked Riffs filmben pedig improvizációs teóriákról, akkordfűzésekről, a dalszerzői készség fejlesztéséről esik szó. Riffjeiben előszeretettel használja a tritonusz hangközt, mely nem más mint egy fél hanggal szűkített kvint, illetve bővített kvart. A tritonuszt, a hangköz fordíthatatlansága miatt a középkorban "diabolus in musica"-nak (ördög a zenében) nevezték, emiatt tiltott volt a használata.

## Diszkográfia
Dokken:
- Breaking the Chains (1983)
- Tooth and Nail (1984)
- Under Lock and Key (1985)
- Back for the Attack (1987)
- Beast from the East (1988)
- The Best of Dokken (1994) – Japán kiadás
- One Live Night (1995) – Japán kiadás
- Dysfunctional (1995)
- Shadowlife (1997)
- The Definitive Rock Collection (2006)
- From Conception: Live 1981 (2007) -

Lynch Mob:
- Wicked Sensation (1990)
- Lynch Mob (1992)
- Syzygy (1998)
- Smoke This (1999)
- Evil: Live (2003)
- REvolution (2003)
- REvolution LIVE! (2005)
- Smoke and Mirrors (2009)

Szóló:
- Sacred Groove (1993)
- Will Play for Food (2000)
- Stone House (2001)
- The Lynch That Stole Riffness! (2002)
- Furious George (2004)
- The Lost Anthology (2005)
- Scorpion Tales (2007)

Lynch/Pilson:
- Wicked Underground (2003)

Tony MacAlpine:
- Maximum Security (1987)

Xciter:
- Xciter (2006)

Lana Lane:
- Gemini (2006)

Souls Of We:
- Let the Truth Be Known (2008)

George Lynch & The Stahlwerksinfonie Orchestra
- Christmas / Sarajevo (2009)

Raven Quinn
- Raven Quinn (2010)

T&N
- Slave to the Empire (2012)

KXM
- KXM (2014)

Sweet & Lynch
- Only to Rise (2015)